# Cementerio Pal Pito 3
Cementerio Pal Pito 3, también estilizada como Cementerio Pal' Pito III y Cementerio Pa'l Pito 3, es una película chilena protagonizada por los comediantes Paul Vásquez y Mauricio Medina, integrantes de la dupla humorística Dinamita Show. Fue producida por A.G. Producciones y lanzada en formato VHS el 1 de junio de 1993.
Tal como en las anteriores películas de la dupla, su título es una parodia a los filmes estadounidenses Cementerio Maldito estrenado en 1989 y la saga Duro de Matar de 1988.

## Argumento
La película comienza con tomas aéreas de Viña del Mar y la misma canción de presentación de las dos primeras películas. La introducción del filme es interrumpida por la toma de un gato bajo la sombra de un árbol, quien pide al director cambiar la cortina, dando paso a una nueva presentación con El Flaco y El Indio recorriendo una playa en cuatrimoto. Luego se presentan una serie de gags en un Videoclub que continuarán a lo largo de la películas como escenas de continuidad.
De pie en una playa, El Flaco y El Indio conversan sobre su éxito y la envidia de quienes los quieren separar. El sonido de un disparo desploma a El Flaco, quien cae a la arena y pide seguir con el show. La película luego presenta dos rutinas independientes de El Flaco y El Indio en el mismo espacio, presentadas como parte del mismo café-concert.
El filme finaliza con una extracto inédito de una rutina grabada en vivo en el Portal Álamos, el mismo escenario donde las dos primeras películas de la saga fueron presentadas.

## Producción
Al igual que en las dos entregas anteriores, Cementerio Pal Pito 3 está grabada íntegramente en Viña del Mar. Entre los lugares donde transcurre la película están los desaparecidos locales Video Club 8 Norte y Pollo Stop de Avenida Perú, además de la costanera del Estero Marga Marga.

## Reparto
- Paul Vásquez como El Flaco
- Mauricio Medina como El Indio